# ОШ „Светозар Милетић” Врбас
ОШ „Светозар Милетић” једна је од основних школа на подручју општине Врбас, Јужнобачком округу. Смјештена је на адреси Светозара Марковића 55, Врбас. Име је добила по др Светозару Милетићу, српском политичком лидеру.

## Историјат
У историјском архиву постоје подаци који наводе да је образовање на овим просторима постојало и много раније. Школска зграда је адаптирана доградњом 1988. године. Школа је реконструисана у периоду од 1. септембра 2021. до 15. марта 2023, када је школа свечано отворена. Пројектом енергетске ефикасности Конфедерација Швајцарске је комплетно реконструисала школу. Површина школске зграде је око 4100 метара квадратних, док са фискултурном салом износи укупно 5625 метара квадратних. Рад школе функционише у две смене – малој, ученици од првог до четвртог разреда, као и великој, ђаци од петог до осмог разреда, које се мењају у преподневној и поподневној смени. Школска библиотека броји више од 12.000 наслова, а настава у великој смени кабинетског је типа, док су ученици у разредној настави распоређени у својим учионицама опремљеним савременим наставним средствима.